# Pontenure
Pontenure – miejscowość i gmina we Włoszech, w regionie Emilia-Romania, w prowincji Piacenza.
Według danych na rok 2004 gminę zamieszkiwało 5229 osób, 158,5 os./km². Od 2008 roku miasto partnerskie Olkusza.